# Total Genial/Episodenliste
Diese Episodenliste enthält alle Episoden der australischen Serie Total Genial, sortiert nach der australischen Erstausstrahlung. Die Fernsehserie umfasst zwei Staffeln mit 52 Episoden.

## Übersicht
| Staffel | Episodenanzahl | Erstausstrahlung USA | Erstausstrahlung USA | Deutschsprachige Erstausstrahlung | Deutschsprachige Erstausstrahlung |
| Staffel | Episodenanzahl | Staffelpremiere      | Staffelfinale        | Staffelpremiere                   | Staffelfinale                     |
| ------- | -------------- | -------------------- | -------------------- | --------------------------------- | --------------------------------- |
| 1       | 26             | 27. Februar 2004     | 20. August 2004      | 19. April 2004                    | 24. Mai 2004                      |
| 2       | 26             | 19. August 2005      | 7. April 2006        | 24. April 2006                    | 29. Mai 2006                      |

## Staffel 1
Die erste Staffel wurde 2003 gedreht und 2004 auf dem australischen Sender Network Ten premiert. Da die Staffel bereits vor der Ausstrahlung in Australien auf Deutsch synchronisiert wurde, wurde der zweite Teil der Staffel im KiKa erstausgestrahlt, und war erst später im australischen Fernsehen zu sehen.
| Nr. (ges.) | Nr. (St.) | Deutscher Titel                         | Originaltitel        | Zusammenfassung | Erstausstrahlung Australien | Deutschsprachige Erstausstrahlung (D) |
| ---------- | --------- | --------------------------------------- | -------------------- | --- | --------------------------- | ------------------------------------- |
| 1          | 1         | Ein Dino für Dina                       | The Gift             | Toby und Elizabeth werden durch einen Kurzschluss plötzlich zu Genies. Toby will sofort Dina, der neuen Schülerin, imponieren und versucht ihr mit Hilfe eines alten Knochens einen Dodo zu züchten. Die eifersüchtige Elizabeth hat die Dodo-DNS jedoch mit T-Rex-DNS vertauscht und aus dem Hühnerei, aus dem ein Dodo schlüpfen sollte, kommt eine große Überraschung. | 27. Feb. 2004               | 19. Apr. 2004                         |
| 2          | 2         | Der fliegende Toby                      | Secrecy              | Toby möchte Mr. Tesslar beweisen, dass er und Elizabeth Genies sind, indem er ein Antigravitations-Gerät entwickelt und es an den Schul-Rasenmäher montiert. Elizabeth durchkreuzt Tobys Pläne um sicherzustellen, dass keiner von dem Geheimnis erfährt. | 5. März 2004                | 20. Apr. 2004                         |
| 3          | 3         | Zickenwahl                              | Election             | Elizabeth und Dina stellen sich beide zur Wahl als Klassensprecher auf. Elizabeth benutzt ein Anti-Reibungs-Spray an Dina um die Konkurrenz auszuschalten. | 12. März 2004               | 21. Apr. 2004                         |
| 4          | 4         | Das Jackenwunder                        | Smart Judo           | Im Judounterricht wird Russ immer wieder von Garth gedemütigt und geschlagen. Toby hat Mitleid und konstruiert eine spezielle Judojacke, die Russ unbesiegbar macht. Alle sind begeistert als Russ tatsächlich Garth auf die Matte zwingt. Elizabeth bemerkt schnell, dass Toby dahinter steckt und möchte den nächsten Kampf sabotieren. Außerdem heuert Elizabeth Garth als muskulösen Gehilfe an. | 19. März 2004               | 22. Apr. 2004                         |
| 5          | 5         | Kopftausch                              | Hologram             | Elizabeth versucht mit allen Mitteln Dina den Titel als Klassensprecherin abzukennen und beschuldigt sie mit Hilfe eines Hologramms der Demolierung von Mr. Tesslars Auto. Toby versucht Dina zu helfen, doch sein Plan misslingt und Elizabeth wird zur neuen Klassensprecherin ernannt. | 26. März 2004               | 23. Apr. 2004                         |
| 6          | 6         | Wachstumsbeschleuniger                  | Amazon Lab           | Elizabeth verabreicht Dina ein Mittel, das ihr die Haare ausfallen lässt. Toby findet in aller Eile ein Gegenmittel, von dem Dina jedoch zu viel einnimmt und ihr ein Bart wächst. | 2. Apr. 2004                | 26. Apr. 2004                         |
| 7          | 7         | Sichtbar unsichtbar                     | Invisible Car        | Russ beschädigt mit seinem Skateboard versehentlich Mr. Tesslars Auto. Toby hat den Einfall, den Wagen unsichtbar zu machen, bis Dinas Cousin den Schaden reparieren kann. Elizabeth versteckt das unsichtbare Auto und steckt Russ die Schlüssel zu. Russ droht der Schulverweis. | 16. Apr. 2004               | 27. Apr. 2004                         |
| 8          | 8         | Robo-Dina                               | Double Date          | Dina und Sean haben ihr erstes Date. Zur gleichen Zeit sollte Dina aber auch in der Eisdiele arbeiten. Toby baut also kurzerhand in seinem Schuppen einen Roboter, der Dina in der Eisdiele vertreten soll. Als Elizabeth merkt, dass die Dina die sie bedient eine Maschine ist, flößt sie ihr Wasser ein und Robo-Dina entwickelt eine Eigendynamik. | 23. Apr. 2004               | 28. Apr. 2004                         |
| 9          | 9         | Wetterhexe                              | The Birthday Party   | Toby möchte für Bianca eine Überraschungsparty schmeißen. Aus Rache, weil sie als Einzige aus der Klasse nicht eingeladen ist, stört Elizabeth die Vorbereitungen im Café mit einem Hitzewellengerät. Toby schlägt vor, alternativ eine Überraschungsparty am Strand zu organisieren. Elizabeth beeinflusst mit elektromagnetischen Wellen die Wolken und lässt einen starken Sturm am Strand aufkommen. | 30. Apr. 2004               | 29. Apr. 2004                         |
| 10         | 10        | Ball der Lüste                          | Love Potion Number 9 | Toby hat einen Lockstoff mit Pheromonen hergestellt, um beim Schulball bei den Mädchen besser anzukommen. Eigentlich wollten die Jungs ohne den Lockstoff auskommen, doch als Russ eine weitere Abfuhr von Claire einspielt, füllt er das Pheromon in die Nebelmaschine und alle Mädchen beim Ball sind plötzlich wie verrückt nach einem Jungen. | 9. Apr. 2004                | 30. Apr. 2004                         |
| 11         | 11        | Kleine Helfer                           | Nanobots             | Dina wird von Mr. Tesslar gebeten eine Plasmakugel für den Wissenschaftsunterricht in Empfang zu nehmen. Elizabeth, die an einem geheimen Projekt im Schullabor arbeitet, versucht vergeblich, Dina die Schlüssel für das Schullabor abzuluchsen. Daraufhin klaut Elizabeth die Plasmakugel. Toby versucht die Kugel zurückzuholen, bevor Mr. Tesslar auf den Verlust aufmerksam wird. | 7. Mai 2004                 | 3. Mai 2004                           |
| 12         | 12        | Der Reduktionsstrahler                  | Surveillance         | Mr. Tesslar installiert im Bioraum eine Überwachungskamera um herauszufinden, wer dort unerlaubt eindringt. Elizabeth, die dort nachts an einem Reduktionsstrahler arbeitet, wird von der Kamera aufgenommen und das Geheimnis droht an die Öffentlichkeit zu gelangen. Mit Hilfe von Toby kann die Aufnahme jedoch vernichtet werden. | 14. Mai 2004                | 4. Mai 2004                           |
| 13         | 13        | Gefährliche Glocke                      | Centenary Bell       | Bei der alljährlichen Schulaufführung darf Elizabeth Regie führen, während Dina für das Bühnenbild verantwortlich ist. Mr. Tesslar überträgt aufgrund von Elizabeths diktarischem Gehabe die Regie auf Dina. Elizabeth plant aus Rache die Zerstörung des Bühnenbilds während der Vorstellung und bringt die gesamte Klasse in Gefahr. | 21. Mai 2004                | 5. Mai 2004                           |
| 14         | 14        | Die unglaubliche Geschichte der Dina X. | Secret Lab           | Elizabeth hat einen ungenutzten Kellerraum der Schule zu ihrem privaten Forschungslabor umgebaut, in dem sie ungestört experimentieren will. Garth wird von ihr beauftragt, Dinge mit dem Reduktionsstrahler zu schrumpfen. Er wird dabei von Dina überrascht und lässt sie in seiner Not schrumpfen. Russ und Toby suchen aufgrund ihrer Größe vergeblich nach ihr. | 28. Mai 2004                | 6. Mai 2004                           |
| 15         | 15        | Unter Strom                             | Exploding Melon      | Elizabeth verbraucht in ihrem Kellerlabor zu viel Strom. Mr. Tesslar versucht den Stromverbraucher ausfindig zu machen. Elizabeth, die den Standort ihres Labors geheim halten möchte, lässt es so aussehen als hätten Russ und Toby für ihre Melone für ihr Bioprojekt die Unmengen von Strom verbraucht. | 4. Juni 2004                | 7. Mai 2004                           |
| 16         | 16        | Das Mega Make-Up                        | Fame                 | Die Schule bereitet eine Benefiz-Modenschau vor, die in der Sendung „Groove“ übertragen werden soll. Russ gibt vor Gitarre spielen zu können, damit er das Opening der Sendung übernehmen darf. Dina und Elizabeth werden als Designerinnen bestimmt. Elizabeth stellt auf der Bühne ein von ihr kreiertes Make-Up namens Mood vor. Toby bastelt für Russ Spezialhandschuhe mit denen Russ wie ein Profi Gitarre spielen kann. Das Publikum ist begeistert. | 11. Juni 2004               | 10. Mai 2004                          |
| 17         | 17        | Weggebeamt                              | Transporter          | Das Warenhaus Merriweather hat zwei LKW-Ladungen von Elizabeths erfolgreichem Mood-Make-up bestellt. Russ entdeckt bei den Vorbereitungen für den Versand des Make-Ups das geheime Labor. Um nicht aufzufliegen, beamt Elizabeth ihn in einen der bereitstehenden LKWs. Garth stiehlt aus Miss Vyners Büro eine kostbare Statue, sowie die Einnahmen der Benefiz-Modeschau und lenkt den Verdacht des Diebstahls auf Russ, der daraufhin kurz vor einem Schulverweis steht. | 18. Juni 2004               | 11. Mai 2004                          |
| 18         | 18        | Rosaroter Teddybär                      | Weird Date           | Russ überredet Toby, ihn in die Spielothek zu begleiten, wo ein neues Simulatorspiel eingetroffen ist. Als Toby sieht, wie begeistert die Mädchen von Sean sind, weil dieser fast die höchste Punktzahl und damit den Hauptgewinn, einen rosa Teddybären, erreicht hätte, kommt er auf die Idee, den Simulator mit seinem Computer zu verbinden. Er will Bianca imponieren und ihr den rosaroten Teddybären zu Füßen legen. Doch der Versuch misslingt: der Simulator gerät außer Kontrolle, Toby muss Dina um Hilfe bitten und Bianca verlässt wütend die Spielothek.                   | 25. Juni 2004               | 12. Mai 2004                          |
| 19         | 19        | Der geheimnisvolle Felsen               | Excursion            | Bei einem Ausflug auf der Suche nach Fossilien gerät Bianca in eine Felsspalte. Toby baut das MFE-Gerät so um, dass es in den Felsspalten nach Bianca sucht. Der veränderte Strahl prallt an einem Felsen ab und trifft ihn selbst. Elizabeth, die bei dem Ausflug Werbung für ihr Make-Up machen wollte, ist wütend, dass Bianca ihr die Show gestohlen hat. | 2. Juli 2004                | 13. Mai 2004                          |
| 20         | 20        | Die Zeitreise                           | Nanna                | Toby vermutet, dass es zwischen dem Felsen, von dem die Strahlen des MFE-Gerätes abgeprallt sind und seinem „Geistesblitz“ einen Zusammenhang geben muss. Deshalb entwickelt er eine Zeitmaschine, um den Tag, an dem Elizabeth und er zu Genies wurden, noch einmal zu erleben. Er hat jedoch vergessen, dass sich seine Großmutter zum Besuch angemeldet hat. Die alte Dame gerät versehentlich in die Zeitmaschine und kommt als Zehnjährige zurück. Dina, Russ und Toby müssen sie unter größten Schwierigkeiten vor den Zugriffen von Elizabeth und Mr. Tesslar schützen.           | 9. Juli 2004                | 14. Mai 2004                          |
| 21         | 21        | Froschspiele                            | Virtual Game         | Toby sucht weiterhin nach der Ursache seiner und Elizabeths Genialität. Er ist überzeugt davon, dass es mit dem merkwürdigen Stein und dem MFE-Gerät zu tun haben muss. Er kreiert für Russ ein Gerät, mit dem Russ sich erinnern soll, was mit Toby und Elizabeth damals im Bioraum passiert ist. Elizabeth klinkt sich in das Gerät ein und lässt bei Russ böse Erinnerungen erscheinen. | 16. Juli 2004               | 17. Mai 2004                          |
| 22         | 22        | Skaterchampion                          | Russ Rampant         | Bei Tobys Versuch, die Ursache seiner Genialität endgültig zu klären, trifft Russ, der ihm dabei hilft, versehentlich ein weiterer Geistesblitz. Russ kann sich nicht zurückhalten und baut ein Super-Skateboard, mit dem er den Mädchen imponieren will. | 23. Juli 2004               | 18. Mai 2004                          |
| 23         | 23        | Nie wieder normal                       | Tractor Beam         | Toby versucht, mit Hilfe des MFE-Gerätes Elizabeth ihre Genialität zu nehmen und sie wieder in die Normalität zurückzuversetzen. Der Plan scheitert, Elizabeth weiß jetzt jedoch, dass ihr Genie-Dasein mit dem MFE zusammenhängt, und versucht Toby den Apparat abzunehmen. Mr. Tesslar kommt dazwischen und möchte endlich die Wahrheit von Toby wissen. | 30. Juli 2004               | 19. Mai 2004                          |
| 24         | 24        | Geklont                                 | Clone Vyner          | Elizabeth ist nun zwar im Besitz des MFE, kann das Gerät aber nicht benutzen, weil ihr der Zugangscode, der sogenannte Genie-Schlüssel fehlt. Da Toby für den angeblichen Diebstahl des MFE-Geräts von der Schule verwiesen werden soll, erzählt er Mr. Tesslar von seinem und Elizabeths Genie-Dasein. Elizabeth klont währenddessen Miss Vyner um ein Mitspracherecht an der Schule zu bekommen. Mr. Tesslar erzählt Miss Vyner von Tobys Genie um ihn vor dem Schuverweis zu bewahren. In Wirklichkeit redet er aber mit dem Klon, welcher, von Elizabeth angewiesen, Tesslar feuert. | 6. Aug. 2004                | 20. Mai 2004                          |
| 25         | 25        | Heldenspiel                             | Checkmate            | Elizabeth nimmt Bianca als Geisel und zwingt Toby ihr den Genie-Schlüssel für das MFE-Gerät zu geben. Da sie droht, Bianca zu schrumpfen, übergibt Toby ihr widerwillig den Code. | 13. Aug. 2004               | 21. Mai 2004                          |
| 26         | 26        | Außer Kontrolle                         | Endgame              | Staffelfinale; Elizabeth hat Toby und Bianca in ihrem Labor eingeschlossen, während sie sich selbst mit Hilfe des Miss Vyner Klons auf eine Pressekonferenz vorbereitet: Sie will ihre Genialität publik machen. Als sie bei einer Pressekonferenz an der Schule einen T-Rex präsentiert, rastet dieser eigentlich gezähmte Dinosaurier aus und demoliert die Schule. Toby setzt bei dem ganzen Durcheinander sich und Elizabeth dem MFE-Strahl aus und die beiden verlieren ihre Genie-Eigenschaften. Elizabeth hat jedoch noch den Genie-Schlüssel in ihrer Tasche.                    | 20. Aug. 2004               | 24. Mai 2004                          |

## Staffel 2
Die zweite Staffel wurde zwischen 2004 und 2005 gedreht und 2005 auf dem australischen Fernsehsender Network Ten premiert. Die deutsche Erstausstrahlung erfolgte im KiKA vom 24. April bis zum 29. Mai 2006.
| Nr. (ges.) | Nr. (St.) | Deutscher Titel                   | Originaltitel                | Zusammenfassung | Erstausstrahlung Australien | Deutschsprachige Erstausstrahlung (D) |
| ---------- | --------- | --------------------------------- | ---------------------------- | --- | --------------------------- | ------------------------------------- |
| 27         | 1         | Freunde als Fliegen               | The Flies                    | Ein neuer Schüler kommt zur Sandy Bay Shool: Jack. Sein einziger Wunsch ist es, Tobys und Elizabeths Geheimnis herauszufinden. Elizabeth verwandelt Tobys Cousine Sasha und Russ in Fliegen, während Toby versucht sie zu retten. | 19. Aug. 2005               | 24. Apr. 2006                         |
| 28         | 2         | Der Traumfänger                   | Sweet Dreams                 | Elizabeths Experimente führen zum Ausfall von Sashas Zähnen. Da Elizabeth befürchtet Garth würde sie als Gehilfe verlassen, lässt Sie ihm Brüste wachsen, bis er ihr wieder an ihrer Seite ist. | 26. Aug. 2005               | 25. Apr. 2006                         |
| 29         | 3         | Das Wunderöl                      | Superfish                    | Toby meldet sich beim Schwimm-Team an um der neuen Mitschülerin Nikki zu imponieren. Er entwickelt ein spezielles Öl, das ihn wie einen Seehund durchs Wasser gleiten lässt. Als Elizabeth Wind von der Sache bekommt, manipuliert sie das Öl so, dass Toby nicht mehr wie ein Seehund schwimmt, sondern zu einem wird. | 2. Sep. 2005                | 26. Apr. 2006                         |
| 30         | 4         | Wünsch dir was!                   | Fever                        | Elizabeth erkrankt plötzlich an einem Virus, der sie zwingt alles zu tun, was man ihr sagt. Als sie bemerkt, dass sie bald sterben könnte, ist Toby ihre letzte Hoffnung. | 9. Sep. 2005                | 27. Apr. 2006                         |
| 31         | 5         | Toby ist Toby ist Toby            | A Friend in Need             | Als Toby versehentlich Nikkis Physikmodell zerstört, möchten Russ und Sasha ihrem tollpatschigen Freund helfen und benutzen ein früher von Toby konstruiertes Gerät um wie er auszusehen. So soll Russ, anstelle von Toby, Nikki ein neues Physikmodell übergeben. Unglücklicherweise drückt Russ die falschen Knöpfe und das Gerät gerät außer Kontrolle. | 16. Sep. 2005               | 28. Apr. 2006                         |
| 32         | 6         | Null Komma nichts                 | The Great Dork               | Russ ist überzeugt, dass er ein Loser ist. Um ihn aufzumuntern baut Toby eine Zeitmaschine um Russ seine tollen Vorfahren zu zeigen. Russ gerät zu nah an die Maschine und wird mit einem seiner Steinzeit-Vorfahren ausgetauscht. | 23. Sep. 2005               | 1. Mai 2006                           |
| 33         | 7         | Gefahr im Turm                    | Close Call                   | Bei einem Versuch in Elizabeths neuem Turmlabor bleibt die große Schuluhr stehen. Mr. Woods soll auf den Turm steigen und die Uhr reparieren. Toby warnt Elizabeth davor und sagt ihr, sie solle ihr Labor umräumen, da sonst der beiden Geheimnis auffliegen könnte. | 30. Sep. 2005               | 2. Mai 2006                           |
| 34         | 8         | Der Wunderring                    | Ring of Confidence           | Als das Sandy Bay Schwimmteam vor einem großen Wettbewerb steht, ermahnt Trainer Scott die Schwimmer, darunter auch Nikki, immer wieder, dass ohne Selbstvertrauen nichts gehe. Toby, der dem Team helfen möchte, bastelt einen Ring, der dem Träger eine große Menge Selbstvertrauen verleiht. Als der Ring ausgerechnet in die Hände der schüchternen Verity gerät, macht sie einen Persönlichkeitswechsel durch und motiviert das Cheerleading-Team auf ungewohnte Art und Weise. | 7. Okt. 2005                | 3. Mai 2006                           |
| 35         | 9         | Toby im Wilden Westen             | Misty                        | Elizabeth beamt Toby und sich in einem virtuellen Spiel in den Wilden Westen. Währenddessen wird Sasha mit ihrem Pferd aus der Kindheit wiedervereint. | 14. Okt. 2005               | 4. Mai 2006                           |
| 36         | 10        | Ich sehe was, was Du nicht siehst | Catch Me if You Can          | Toby möchte Russ helfen bei den Mädchen besser anzukommen und entwickelt eine Wurfscheibe. Als Jack Toby und Russ mit der Scheibe spielen sieht, will er sie ihnen abluchsen und arrangiert ein Date zwischen Nikki und Toby. Als Elizabeth von dem Date erfährt versucht sie es mit Hilfe eines Unsichtbarkeitsgels zu sabotieren. | 21. Okt. 2005               | 5. Mai 2006                           |
| 37         | 11        | Der Riesen-Koala                  | Koala in the Mist            | Als durch Garths Dummheit der Schrumpfstrahler von Elizabeth in Jacks Hände gerät, macht Jack versehentlich Sashas Koala vom Tierschutz zu einem Riesen-Koala. | 28. Okt. 2005               | 8. Mai 2006                           |
| 38         | 12        | Pizza pfundweise                  | A Day in the Life            | Sasha und Russ tauschen durch einen Strahlenunfall in Tobys Labor ihre Körper und Sasha muss in Russ’ Körper an einem Pizzawettessen teilnehmen. | 4. Nov. 2005                | 9. Mai 2006                           |
| 39         | 13        | Böse Blitze                       | A Bolt from the Blue         | Als Toby statt mit Elizabeth, mit Nikki zum Schulfest gehen möchte, ist Elizabeth außer sich vor Wut. Sie erpresst Toby und bedroht Nikki mit einem von ihr entwickelten Gerät, das Blitze schießen kann. Toby gibt daraufhin Nikki eine Abfuhr. Jack stiehlt beim Fest das Steuergerät aus Veritys Tasche und Elizabeth muss, um es wieder zurückzuerlangen, Jack das Geheimnis der beiden gestehen.                                                                                | 11. Nov. 2005               | 10. Mai 2006                          |
| 40         | 14        | Ein Dino kommt selten allein      | The Weakest Link             | Toby hat in seinem Schuppen noch Dinosaurier DNS. Russ warnt ihn und erinnert ihn an das letzte Mal, als Toby mit Dinosaurier DNS experimentiert hat. Toby jedoch hat ein Spray, mit dem er den Dino klein halten kann. Als Jack unerwartet in Tobys Schuppen eindringt, richtet er eine Katastrophe an. | 18. Nov. 2005               | 11. Mai 2006                          |
| 41         | 15        | Schlangenterror                   | Talk to the Animals          | Elizabeth entwickelt ein Gerät, mit dem sie Tobys Gehirnströme so manipulieren kann, dass er auf Knopfdruck Schmerzen bekommt. Sasha bekommt einen der Gehirnstrahlen ab und kann plötzlich mit Tieren reden. | 25. Nov. 2005               | 12. Mai 2006                          |
| 42         | 16        | Das Verity-Monster                | Verity from the Black Lagoon | Verity wird durch ein Serum aus Sumpfblumen vom See zu einem amphibiösen Monster. | 2. Dez. 2005                | 15. Mai 2006                          |
| 43         | 17        | Das Wahrheitsserum                | The Truth is Out There       | Elizabeth entwickelt ein Wahrheitsserum um Sashas Forschungsprojekt zu manipulieren. Das Serum gerät in Jacks Hände und er setzt es gnadenlos ein. | 9. Dez. 2005                | 16. Mai 2006                          |
| 44         | 18        | Der fliegende Dudley              | Air Dog                      | Eine wohlhabende Frau möchte der Schule Geld spenden. Als sie die Schule mit ihrem Hund besucht, lässt Jack mit einem von Toby entworfenen Fluggürtel den Hund fliegen und Russ und Toby müssen ihn schnellstmöglich wieder herunterbekommen. | 16. Dez. 2005               | 17. Mai 2006                          |
| 45         | 19        | Gefangen                          | Crazy for You                | Elizabeth ist mit Garths und Veritys Hilfe unzufrieden und baut sich einen elektronischen Assistenten namens Max. Max nimmt seine Aufgabe, den Schutz von Elizabeth, zu Ernst und lässt sie nicht mehr aus dem Labor heraus. Wieder einmal ist Toby Elizabeths letzte Rettung. | 17. Feb. 2006               | 18. Mai 2006                          |
| 46         | 20        | Die Zeitschleife                  | Time Loop                    | Elizabeth ist wütend darüber, dass Nikki und Toby zusammen sind und steckt Toby in eine Zeitschleife, in der sich der gleiche Tag immer wiederholt. | 24. Feb. 2006               | 19. Mai 2006                          |
| 47         | 21        | Giftige Spuckkugel                | Underwater                   | Als Elizabeth und Mr. Woods von Oktopus-Gift gelähmt werden, müssen Tobys und Elizabeths Freunde zusammenarbeiten um ein Gegengift zu finden. | 3. März 2006                | 22. Mai 2006                          |
| 48         | 22        | Gespenstergeschichten             | Ghost Girl                   | Eine berühmte Schauspielerin macht einen Besuch in der Schule. Sie besichtigen ein altes Haus, in dem es angeblich spukt, und Elizabeth treibt dort ihren Schabernack mit ihren Mitschülern. | 10. März 2006               | 23. Mai 2006                          |
| 49         | 23        | Spinnenspucke                     | Spider Boy                   | Garths Cousin Rodney besucht die Schule. Er nervt alle und wird durch ein Unglück zur Hälfte zu einer Spinne. | 17. März 2006               | 24. Mai 2006                          |
| 50         | 24        | Ein feiner Frosch                 | Meet the Parents             | Toby will endlich Nikkis Eltern kennenlernen, aber Jack und Elizabeth haben sich verbündet um es zu einer Katastrophe werden zu lassen. | 24. März 2006               | 25. Mai 2006                          |
| 51         | 25        | Der falsche Kuss                  | Jack Makes His Move          | Elizabeth benutzt Jack um Toby eifersüchtig zu machen. Schnell wird mehr aus der Sache und Elizabeth vertraut Jack, der jedoch nur an eine Diskette herankommen will, auf der der Schlüssel zum Genie gespeichert ist. | 31. März 2006               | 26. Mai 2006                          |
| 52         | 26        | König Koala                       | King Cuddly                  | Staffelfinale; Jack überredet die immer noch verliebte Elizabeth Toby wieder normal zu machen. Sie stimmt zu und geht weg um es durchzuführen. Als sie aus dem Weg ist, macht Jack sich selbst zum Genie. | 7. Apr. 2006                | 29. Mai 2006                          |